# قلعه هزارانی
بقایای قلعه هزارانی مربوط به دوره ساسانیان - سده‌های اولیه دوران‌های تاریخی پس از اسلام است و در شهرستان آبدانان، ضلع شمال شهرک هزارانی واقع شده و این اثر در تاریخ ۲۷ بهمن ۱۳۸۷ با شمارهٔ ثبت ۲۴۶۱۷ به‌عنوان یکی از آثار ملی ایران به ثبت رسیده‌است.